# Theodoor II van Monferrato

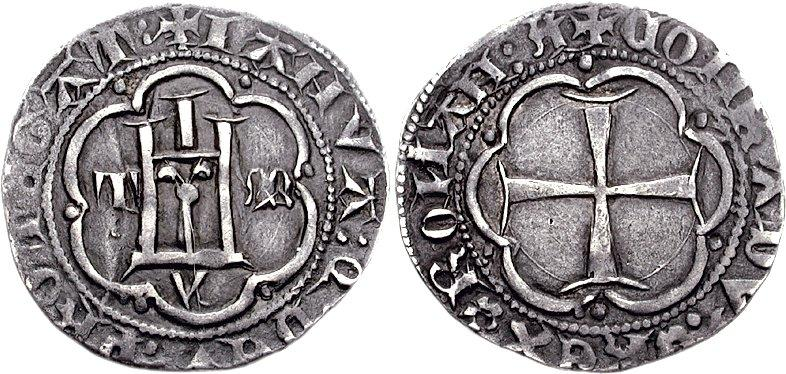
Munt van Theodoor II Paleologo

Theodoor II Paleologo (Casale Monferrato, 1364 – Moncalvo, 26 mei of 2 december 1418) was markgraaf van Monferrato in Piëmont (Italië) van 1381 tot zijn dood in 1418.
Hij was de derde zoon van Johan II van Monferrato en Isabella van Majorca. Na het kinderloos overlijden van broer Johan III van Monferrato volgde hij hem in 1381 op als markgraaf.
Theodoor was drie maal gehuwd:
- Zijn eerste vrouw was Argentina Malaspina († 1387), dochter van markgraaf Leonardo Malaspina di Lunigiani; dit huwelijk bleef kinderloos.
- Op 8 september 1393) huwde hij Johanna van Bar († 15 januari 1402), dochter van hertog Robert I van Bar; met haar had hij twee kinderen:
  - Johan Jacobus (1395 – 1445), markgraaf van Monferrato
  - Sophia (ca 1396 – 21 augustus 1434); ∞ I Filippo Maria Visconti, graaf van Pavia; ∞ II (1421, gescheiden 1426) keizer Johannes VIII van het Byzantijnse Rijk
- Op 17 november 1403 huwde hij met Margaretha van Savoye (1390-1464), dochter van Amadeus van Piëmont, prins van Achaea, zalig verklaard in 1669; ook dit huwelijk bleef kinderloos.